# 김은총 (1997년)
김은총(1997년 5월 26일 ~ )은 대한민국의 축구 선수이며, 포지션은 수비수이다.